# Jalal Dabagh

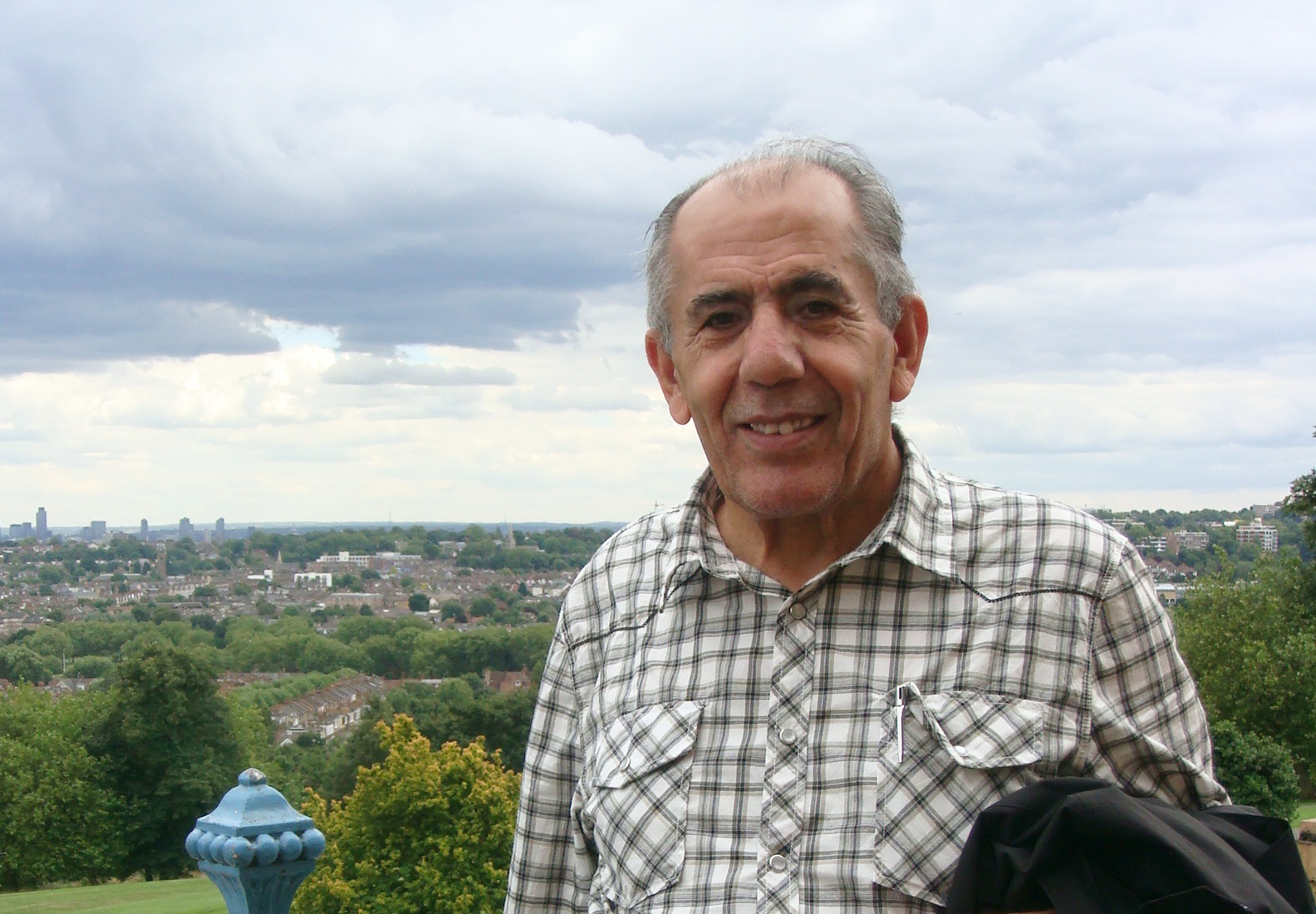

'Jalal Dabagh' nació 12 de mayo de  1939 (85 años) en la ciudad de  Silêmanî en el sur de Kurdistán. Es un kurdo político,  escritor y periodista.
Jalal Dabagh ha participado continuamente en la guerrilla kurda (Peshmerga), y él ha escrito y traducido varios libros, entre otros, la traducción kurda de El Manifiesto Comunista.